# Heinrich Hoffmann
Heinrich Hoffmann, född 13 juni 1809 i Frankfurt am Main, död där 20 september 1894, tysk läkare och författare.
Hoffmann studerade medicin i Heidelberg och Halle an der Saale och blev medicine doktor 1833. Två år senare öppnade han läkarpraktik i Frankfurt am Main och åren 1844-51 undervisade han i anatomi vid Senckenbergs institut i samma stad. År 1851-1889 var han direktor för sinnessjukanstalten där och genomförde viktiga reformer inom den psykiatriska vården. År 1848 blev han ledamot av Frankfurtparlamentet.
År 1845 utgav han barnboken Der Struwwelpeter (på svenska Drummelpelle, 1849, senare Pelle Snusk), vilken översattes till en rad olika språk. Boken räknas som den första bilderboksuccén. Utöver ytterligare några barnböcker skrev han även poesi samt humoristiska och satiriska verk.